# La Femme sur la Lune
Pour plus de détails, voir Fiche technique et Distribution.

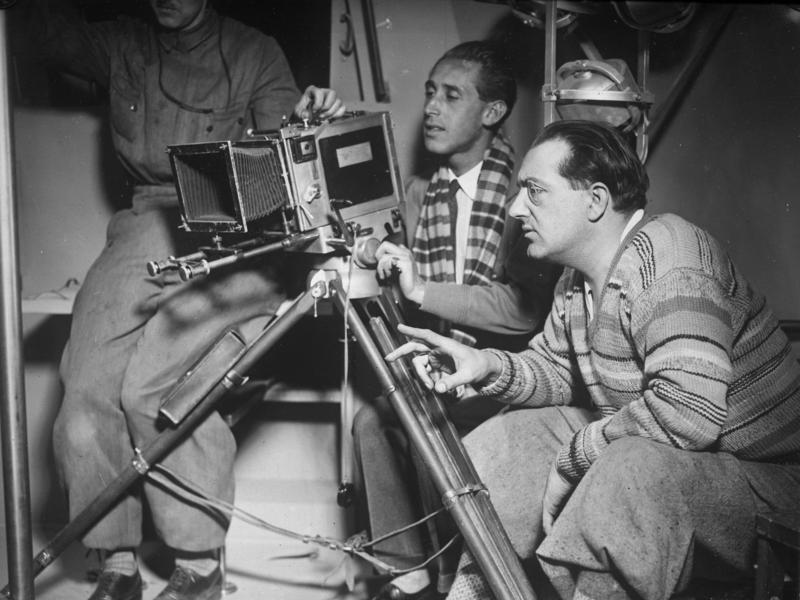
Fritz Lang et Curt Courant sur le tournage de La Femme sur la Lune

La Femme sur la Lune (Frau im Mond) est un film allemand muet de Fritz Lang, adapté du roman de Thea von Harbou, Une femme dans la Lune, et sorti au cinéma en 1929.
Le film évoque un professeur, moqué par ses confrères lorsqu'il prétend qu'il existe des mines d'or sur la Lune. Trente ans plus tard, Wolf Helius souhaite construire une fusée pour aller sur la Lune. Friede Velten et l'ingénieur Hans Windegger sont intéressés par ce projet. Un groupement financier contrôlant le marché de l'or impose sa participation à leur expédition.

## Synopsis
Helius, un entrepreneur passionné par les voyages spatiaux, consulte son ami le professeur Mannfeldt, un visionnaire discrédité pour avoir soutenu l'idée qu'il existe de l'or en abondance sur la Lune. Tandis que ses pairs l'ont tourné en ridicule, Helius reconnaît la valeur de ses recherches. Cependant, un groupe d’hommes d’affaires sans scrupules convoite également les théories de Mannfeldt. Ils envoient un espion se faisant passer pour un certain Walter Turner.
Parallèlement, Windegger, l’assistant de Helius, annonce ses fiançailles avec Friede, elle aussi assistante. Helius, secrètement amoureux de Friede, choisit de ne pas y assister.
Alors qu’il rentre chez lui après avoir rencontré Mannfeldt, Helius est abordé par une complice du gang déguisée en marchande de violettes. Elle détourne son attention pendant que lui sont volés les documents confiés par le professeur ainsi que d'autres objets précieux. Peu après, Turner confronte Helius et lui impose un marché : soit il intègre le groupe à sa mission lunaire, soit ces derniers saboteront la fusée – nommée Friede (« paix »). Helius est contraint d'accepter.
L'équipage de la mission est ainsi constitué : Helius, le professeur Mannfeldt accompagné de sa souris Joséphine, Windegger, Friede et Turner. À leur départ, ils découvrent à bord un passager clandestin : Gustav, un jeune garçon passionné de science-fiction, qui a réussi à embarquer avec sa collection de revues.
Durant le voyage, Windegger se révèle peureux, ce qui accentue les tensions. Friede commence à percevoir les sentiments profonds que Helius éprouve pour elle. Une arrivés sur la face cachée de la Lune, l’équipage constate qu’il y règne une atmosphère respirable comme attendu. Le professeur Mannfeldt découvre de l’or, ce qui donne raison à ses recherches, meurt tragiquement en tombant dans une crevasse après une confrontation avec Turner. Ce dernier, venu s’emparer du trésor, tente ensuite de prendre le contrôle de la fusée. Il est finalement abattu, mais des tirs endommagent les réservoirs d’oxygène, ce qui diminue les réserves au point que tous ne pourront pas rentrer sur Terre.
Helius et Windegger tirent au sort celui qui devra rester ; ce dernier perd et s’effondre sous le choc. Dans un geste d’abnégation, Helius verse un sédatif dans un dernier verre partagé avec Windegger et Friede, afin de se sacrifier à leur place. Friede, qui soupçonne le stratagème, fait semblant de boire, puis se retire dans une cabine qu’elle verrouille de l’intérieur. 
Windegger endormi, Helius confie le pilotage à Gustav et assiste au départ de la fusée. Il se dirige ensuite vers le camp de survie initialement prévu pour Windegger, où il retrouve Friede, qui a choisi de rester avec lui sur la Lune, et les deux s'enlacent. Helius, bouleversé, pleure sur son épaule pendant qu’elle le réconforte en lui caressant les cheveux.

## Fiche technique
- Titre : La Femme sur la Lune
- Titre original : Frau im Mond
- Réalisation : Fritz Lang
- Scénario : Fritz Lang, Hermann Oberth (conseiller technique), Fritz von Hoppel (conseiller technique) et Thea von Harbou d'après son roman intitulé Une femme dans la Lune[1].
- Production : Fritz Lang
- Société de production : Fritz Lang-Film et Universum Film AG
- Musique : Willy Schmidt-Gentner
- Photographie : Curt Courant, Oskar Fischinger, Konstantin Irmen-Tschet et Otto Kanturek
- Effets spéciaux : Oskar Fischinger et Konstantin Irmen-Tschet
- Pays de production :  République de Weimar
- Format : Noir et blanc - 1.33:1 - film muet
- Genre : science-fiction
- Durée : 156 minutes (version originale) / 200 minutes (version restaurée en 2000)
- Dates de sortie : 
  - République de Weimar : 15 octobre 1929 (Berlin)
  - Royaume-Uni : 22 juillet 1930 (Londres)
  - États-Unis : 6 février 1931

## Distribution
- Willy Fritsch : Wolf Helius
- Gerda Maurus : Friede Velten
- Klaus Pohl : Professeur Georg Manfeldt
- Fritz Rasp : Walt Turner
- Gustl Gstettenbaur (de) : Gustav
- Gustav von Wangenheim : Ingenieur Hans Windegger
- Tilla Durieux  : Fünf Gehirne und Scheckbücher
- Hermann Vallentin  : Fünf Gehirne und Scheckbücher
- Max Zilzer  : Fünf Gehirne und Scheckbücher
- Mahmud Terja Bey  : Fünf Gehirne und Scheckbücher
- Borwin Walth  : Fünf Gehirne und Scheckbücher
- Karl Platen  : Der Mann am Mikrophon
- Margarete Kupfer  : Frau Hippolt, Haushälterin bei Helius
- Alexa von Porembsky  : Eine Veilchenverkäuferin (as Alexa v. Porembska)
- Gerhard Dammann  : Der Werkmeister der Helius-Flugwerften (as Dammann)
- Heinrich Gotho  : Der Mieter vom II. Stock (as Gotho)
- Alfred Loretto  : Zwei eindeutige Existenzen (as Loretto)
- Max Maximilian  : Grotjan, Chauffeur bei Helius (as Maximilian)
- Edgar Pauly  : Zwei eindeutige Existenzen (as Pauly)
- Joséphine : la souris
- Julius E. Herrmann  : (non crédité)

## Autour du film
- La Femme sur la Lune est le dernier film muet de Fritz Lang[1].
- La première a lieu au Ufa-Palast am Zoo de Berlin.
- Ce film fut aussi la dernière superproduction du studio Universum Film AG avant le krach de 1929[1].
- Plusieurs éléments du scénario ont inspiré en 1950 le film Destination... Lune ! de Irving Pichel, qui a lui même inspiré les albums de Tintin Objectif Lune et On a marché sur la Lune conçus par Hergé quelques mois plus tard.
- « Hommage » au réalisme scientifique du film, les maquettes de la fusée (baptisée Friede, la Paix) furent détruites ultérieurement par les nazis « comme étant de nature à nuire au secret qui devait entourer la conception des V2 »[2].
- Sur l'empennage de la fusée A4/V4 — premier prototype de V2 tiré avec succès en octobre 1942 — se trouvait un dessin rendant « hommage de façon humoristique au film »[3].

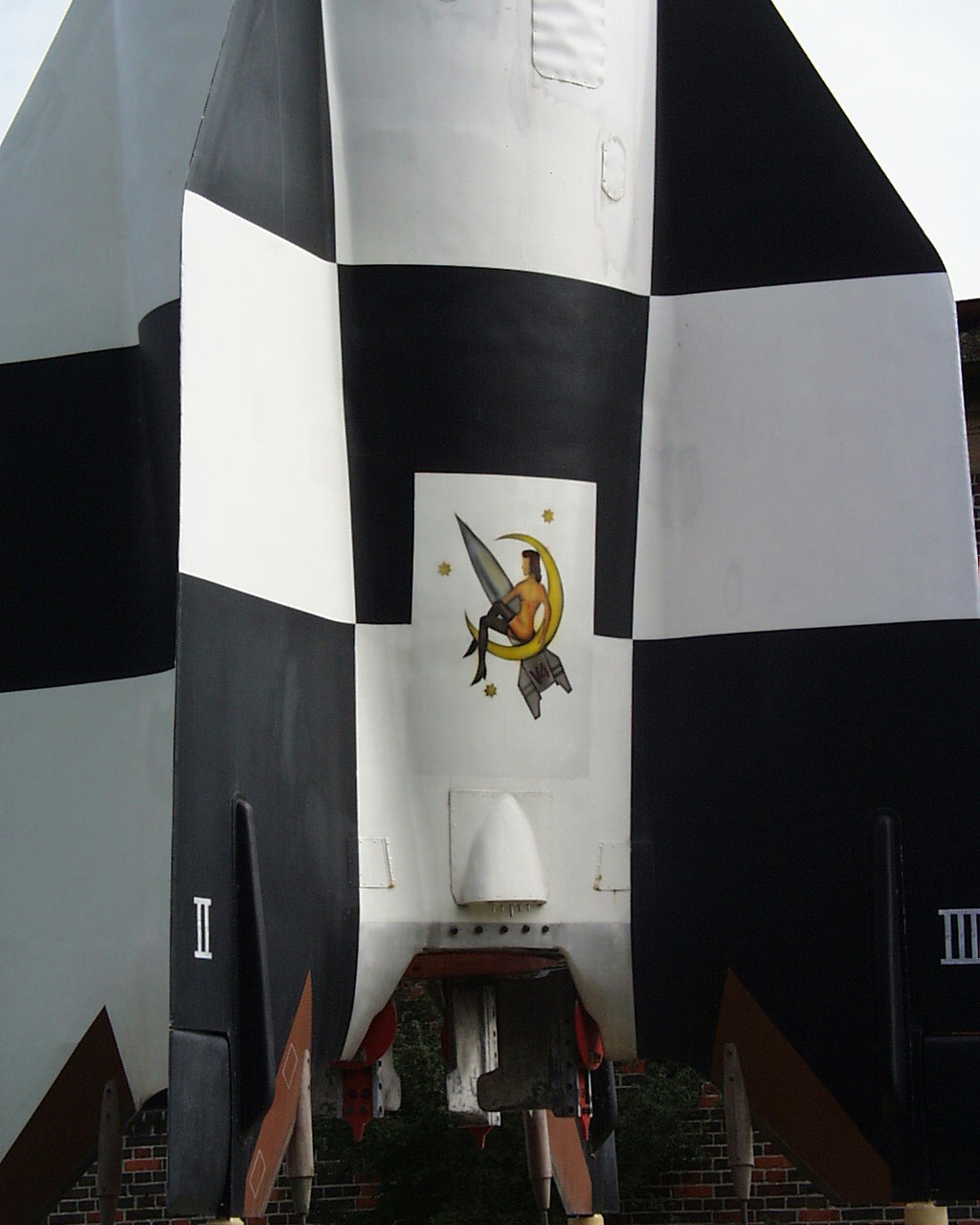
La fusée présentée au musée de Peenemünde comporte le dessin.

- Le film invente avant l'heure le compte à rebours utilisé en astronautique lors du lancement d'une fusée : « Quand j'ai tourné le décollage de la fusée, je me disais : " Si je compte un, deux, trois, quatre, dix, cinquante, cent, le public ne sait pas quand le décollage aura lieu. Mais si je compte à rebours dix, neuf, huit, sept, six, cinq, quatre, trois, deux, un — cela devient très clair " »[4].
- En 1995 l'Ensemble Intercontemporain et le Musée du Louvre ont commandé au compositeur français Denis Levaillant une musique originale pour accompagner la diffusion du film restauré au Louvre. Cette version en "ciné-concert" eut un grand succès et tourna à l'époque dans de grands festivals de cinéma (Amiens, Gand).